# Hoshihananomia gacognei gacognei
Hoshihananomia gacognei gacognei es una subespecie de coleóptero de la familia Mordellidae.

## Distribución geográfica
Habita en Europa.